# Ambulans (film)
Ambulans är en polsk kortfilm från 1961, i regi av Janusz Morgenstern.

## Handling
Filmen inleds med ett kort utdrag från Adolf Hitlers tal i riksdagen den 30 januari 1939, i vilket han förebådar vad som kommer att ske med Europas judar. Därefter ses en skåpbil köra in på en öppen plats, inhägnad med taggtråd. Skåpbilen har ett stort rött kors. På platsen väntar en grupp barn med sin ledsagare; detta alluderar på Janusz Korczak och hans barn.
Medan barnen leker, öppnar en Sturmscharführer bilens lastutrymme. En Scharführer kopplar en slang från bilens avgasrör till lastutrymmet. Därpå testas gasvagnens effekt, och när lastutrymmet öppnas väller det ut rök. Barnen och deras ledare tvingas nu in i gasvagnen och dörrarna stängs. Gasvagnen startar och lämnar området, medan människorna i lastutrymmet kvävs ihjäl.

## Roller
- Zbigniew Józefowicz – SS-man
- Bogusław Sochnacki – vakt med hund
- Marek Śniatkiewicz – pojke
- Leopold René Nowak – chaufför